# Sun River Terrace
Sun River Terrace és una població dels Estats Units a l'estat d'Illinois. Segons el cens del 2000 tenia 383 habitants.

## Demografia
Segons el cens del 2000, Sun River Terrace tenia 383 habitants, 140 habitatges, i 97 famílies. La densitat de població era de 328,6 habitants/km².
Dels 140 habitatges en un 33,6% hi vivien nens de menys de 18 anys, en un 35,7% hi vivien parelles casades, en un 30,7% dones solteres, i en un 30,7% no eren unitats familiars. En el 27,1% dels habitatges hi vivien persones soles el 16,4% de les quals corresponia a persones de 65 anys o més que vivien soles. El nombre mitjà de persones vivint en cada habitatge era de 2,74 i el nombre mitjà de persones que vivien en cada família era de 3,3.
Per edats la població es repartia de la següent manera: un 33,2% tenia menys de 18 anys, un 8,9% entre 18 i 24, un 23% entre 25 i 44, un 19,8% de 45 a 60 i un 15,1% 65 anys o més.
L'edat mediana era de 34 anys. Per cada 100 dones de 18 o més anys hi havia 82,9 homes.
La renda mediana per habitatge era de 26.875 $ i la renda mediana per família de 31.875 $. Els homes tenien una renda mediana de 22.344 $ mentre que les dones 24.750 $. La renda per capita de la població era d'11.692 $. Aproximadament el 14,3% de les famílies i el 17,5% de la població estaven per davall del llindar de pobresa.

## Poblacions més properes
El següent diagrama mostra les poblacions més properes.